# Abydosaurus
Abydosaurus mcintoshi
Genre
Espèce
Abydosaurus (abydosaure en français), qui signifie « lézard d'Abydos », est un genre fossile de dinosaures sauropodes, plus précisément un membre de la famille des brachiosauridés. Connu à partir d'un crâne et de matériel post-crânien, il a été trouvé dans des sédiments datant de la fin du Crétacé inférieur dans le nord-est de l'Utah, aux États-Unis.

## Description

Pommette holotype

Il présente l'intérêt d'être l'un des rares sauropodes identifié à partir de quelques matériaux provenant de sa tête et c'est en outre le premier crâne complet de sauropode du Crétacé découvert en Amérique. Il est remarquable pour ses dents étroites, alors qu'elles sont d'habitude plus larges chez les brachiosauridés.
Abydosaurus est basé sur les restes référencés DINO 16488 formés d'un crâne presque complet, de la mâchoire inférieure et des quatre premières vertèbres cervicales. Un nombre important d'os (crâne et restes du squelette) ont été trouvés sur le même site, dont trois autres crânes partiels, une partie de hanche et des vertèbres caudales associées à une omoplate, un humérus et des os de la main. Ces restes ont été trouvés dans une couche de grès à la base du membre Mussentuchit de la formation de Cedar Mountain, près de l'ancien centre d'accueil des visiteurs du Dinosaur National Monument en Utah. L'âge des vestiges d'Abydosaurus est inférieur à 104,46 ± 0,95 millions d'années, à l'étage de l'Albien du Crétacé inférieur.
Bien qu'Abydosaurus ait  vécu quelque 45 millions d'années après le genre Giraffatitan, leurs deux crânes sont similaires, à part les dents plus étroites et plus pointues et le nez plus petit d’Abydosaurus. Abydosaurus peut être différencié de tous les autres sauropodes, y compris Giraffatitan, par des caractéristiques subtiles des os du nez et du maxillaire, ses narines relativement petites et certaines caractéristiques de ses dents.

## Origine du nom
Le nom d’Abydosaurus a été créé en 2010 par Daniel Chure. Le nom du genre est une référence à la mythologie égyptienne : Abydos est le nom grec d'une ville sur le Nil où ont été enterrés la tête et le cou d'Osiris, alors que l'holotype d'Abydosaurus se compose d'une tête et d'un cou retrouvés dans les roches surplombant la rivière Verte. L'espèce type et seule espèce est appelée Abydosaurus mcintoshi en l'honneur de John McIntosh,,.